# محمد دباس الحميد
محمد دباس الحميد هو أستاذ جامعي وكاتب سوري، ورئيس جامعة الجزيرة الخاصة. حاصل على دكتوراه في المعلوماتية – جامعة بواتييه – فرنسا 1996، وعضو هيئة تدريسية في كلية الهندسة المعلوماتية جامعة حلب. شغل منصب عميد كلية الهندسة المعلوماتية جامعة حلب من عام 2008 – 2012. ثم عمل أستاذاً في جامعة الشرق الأوسط للدراسات العليا في عمان، الأردن 2013 - 2014.

## كتب
قام بتأليف عدة كتب في علوم الحاسوب، منها:
- الاساليب الكمية في العلوم الادارية، دار اليازوري العلمية للنشر والتوزيع.[3]
- حماية أنظمة المعلومات، دار الحامد للنشر والتوزيع.[4]
- فن البرمجة - البرمجة المهيكلة باستخدام لغة ++c، دار الحامد للنشر والتوزيع.[5]
- البرمجة الرياضية[6]

## أوراق بحثية منشورة
- Robustness and optimality of linear quadratic controller for uncertain systems[7][8]
- An observer-based robust tracking control for uncertain linear systems[9]
- Design of observer-based robust controllers[10]
- استخراج القواعد الدلالية من قاعدة بيانات نصية باستخدام التنقيب في المعطيات، ، سلسلة العلوم التطبيقية المجلة العلمية لجامعة الملك فيصل.[11]
- Synthesis of Robust Stabilizing Regulators[12]
- Robust stabilization of uncertain systems, an application to a flexible transmission system[13]
- Pascal and Francis Bibliographic Databases[14][15]

## محاضرات
ألقى الدكتور محمد دباس الحميد محاضرة بعنوان Optimal Robust Controller for Uncertain Systems في المؤتمر الأوروبي للتحكم (ECC95)الذي عقد في روما، إيطاليا.